# Hydropsyche demavenda
Hydropsyche demavenda är en nattsländeart som beskrevs av Malicky 1977. Hydropsyche demavenda ingår i släktet Hydropsyche och familjen ryssjenattsländor. Inga underarter finns listade i Catalogue of Life.